# Террі Мак-Оліфф
Теренс Річард «Террі» Маколіфф (англ. Terence Richard «Terry» McAuliffe; нар. 9 лютого 1957, Сірак'юс, Нью-Йорк) — американський бізнесмен і політик-демократ, губернатор штату Вірджинія з 2014. Він був також головою Національного комітету Демократичної партії з 2001 по 2005, одним з керівників кампанії з переобрання президента Білла Клінтона у 1996 і головою президентської кампанії Гілларі Клінтон у 2008.